# Oristà
Oristà és el municipi més gran de la comarca del Lluçanès a la vall de la riera Gavarresa. Està situat a l'oest de la regió de l'Alt Ter. Consta de dos nuclis urbans: Oristà i la Torre d'Oristà, uns quatre quilòmetres a ponent. La seu administrativa es troba a Oristà.

## Història
Oristà és un poblat posterior a l'època romana, tot i que en aquella època estava situat poc més lluny de la vila actual. Actualment allà hi resten les ruïnes del que va ser un campament força important romà, anomenat Puig Ciutat, el qual ocupava unes cinc hectàrees i que recentment s'han obert al públic.
Al segle xvi Oristà hi va néixer el bandoler Perot Rocaguinarda. La masia on va néixer es troba a pocs quilòmetres del poble, junt amb el cingle dels Tres Còdols, on el bandoler s'amagava i on es guarden algunes de les seves inscripcions en la roca.
Durant la Guerra de Successió espanyola la vila fou cremada en l'onada de repressió desfermada pel duc de Pòpoli a principi de febrer de 1714 quan les tropes de Felip V van entrar a sang i foc a la sotsvegueria del Lluçanès.
A primers del 1714, diverses poblacions de la Catalunya central es van aixecar en armes contra els nous impostos que obligaven a pagar la subsistència de l'exèrcit de Felip V. L'11 de gener, el regiment borbònic de Lleó es va presentar a Balsareny per reclamar la taxa. Tres jornades després, uns dos mil sometents de la rodalia, la major part provinents del Lluçanès, van sorprendre el regiment borbònic i el van fer presoner.
Com a represàlia, a principi de febrer del 1714 les tropes de Felip V, comandades pel mariscal José Carrillo de Albornoz, comte de Montemar, van entrar a sang i foc a la sotsvegueria del Lluçanès. La ràtzia va provocar que la localitat d'Oristà fos saquejada i cremada, a més d'altres nuclis de l'entorn.
L'acció d'Oristà fou un conflicte armat que enfrontà les tropes carlines i les liberals el 12 de juny del 1873 en el marc de la Tercera Guerra Carlina, en la qual Alfons Carles de Borbó i Martí Miret derrotaren el general Álvarez.
El 3 de maig de 2023 el municipi, que fins aleshores formava part de la comarca d'Osona, va passar a integrar-se a la nova comarca del Lluçanès.

## Demografia
| Entitat de població    | Habitants (2023) |
| Oristà                 | 278              |
| la Torre d'Oristà      | 237              |
| el Raval de Sant Feliu | 72               |
| Font: Idescat          |                  |

| 1497 f | 1515 f | 1553 f | 1717 | 1787  | 1857  | 1877  | 1887  | 1900 | 1910  |
| ------ | ------ | ------ | ---- | ----- | ----- | ----- | ----- | ---- | ----- |
| -      | 37     | 42     | 666  | 1.151 | 1.466 | 1.550 | 1.584 | 979  | 1.239 |

| 1920  | 1930  | 1940  | 1950  | 1960  | 1970  | 1981 | 1990 | 1992 | 1994 |
| ----- | ----- | ----- | ----- | ----- | ----- | ---- | ---- | ---- | ---- |
| 1.262 | 1.501 | 1.476 | 1.490 | 1.265 | 1.118 | 963  | 897  | 940  | 940  |

| 1996 | 1998 | 2000 | 2002 | 2004 | 2006 | 2008 | 2010 | 2012 | 2014 |
| ---- | ---- | ---- | ---- | ---- | ---- | ---- | ---- | ---- | ---- |
| 665  | 662  | 645  | 624  | 603  | 593  | 591  | 583  | 566  | 557  |

| 2016 | 2018 | 2020 | 2022 | 2024 | 2026 | 2028 | 2030 | 2032 | 2034 |
| ---- | ---- | ---- | ---- | ---- | ---- | ---- | ---- | ---- | ---- |
| 547  | 537  | 549  | 573  | 569  | -    | -    | -    | -    | -    |

## Geografia
- Llista de topònims d'Oristà (Orografia: muntanyes, serres, collades, indrets..; hidrografia: rius, fonts...; edificis: cases, masies, esglésies, etc).

## Llocs d'interès
- Museu Rocaguinarda de Terrissa dels Països Catalans.[6]
- Puig Ciutat.
- Sant Andreu d'Oristà i Cripta tribuna.[7]